# Conway (Misuri)
Conway es una ciudad ubicada en el condado de Laclede en el estado estadounidense de Misuri. En el Censo de 2010 tenía una población de 788 habitantes y una densidad poblacional de 165,89 personas por km².

## Geografía
Conway se encuentra ubicada en las coordenadas 37°30′25″N 92°49′52″O / 37.50694, -92.83111. Según la Oficina del Censo de los Estados Unidos, Conway tiene una superficie total de 4.75 km², de la cual 4.72 km² corresponden a tierra firme y (0.6%) 0.03 km² es agua.

## Demografía
Según el censo de 2010, había 788 personas residiendo en Conway. La densidad de población era de 165,89 hab./km². De los 788 habitantes, Conway estaba compuesto por el 94.8% blancos, el 0.38% eran afroamericanos, el 0.89% eran amerindios, el 0.13% eran asiáticos, el 0.13% eran isleños del Pacífico, el 1.02% eran de otras razas y el 2.66% pertenecían a dos o más razas. Del total de la población el 2.79% eran hispanos o latinos de cualquier raza.